# 더 샤드
더 샤드(The Shard, Shard of Glass, Shard London Bridge, 이전 이름: 런던 브리지 타워/London Bridge Tower)는 런던에 위치한 72층의 고층 건물이다. 2009년 3월 착공하여 2012년 3월 30일 완공하였으며 2012년 7월 5일 개관하였다. 2013년 2월 1일 공식 개장하였다. 309.6 미터 높이(1,016 피트)의 더 샤드는 영국에서 가장 높은 건물이며, 영국이 유럽 연합을 탈퇴하기 전인 2020년까지 유럽 연합에서 가장 높은 건물이었다. 영국에서는 Emley Moor transmitting station에 이어 2번째로 높은 독립 구조 건물이다.
더 샤드는 1975년 서더크 지역의 24층 사무 건물인 서더크 타워를 대체한다. 더 샤드의 설계자 렌조 피아노가 계획 단계에서 브로드웨이 말레이안(Broadway Malyan)사와 작업하였다. 롯데월드타워와 비슷한 디자인이지만, 각지다.

## 같이 보기
- 영국의 마천루 목록
- 유럽의 마천루 목록